# Mézy-Moulins
Mézy-Moulins és un municipi francès situat al departament de l'Aisne i a la regió dels Alts de França. L'any 2007 tenia 504 habitants.

## Demografia

### Població
El 2007 la població de fet de Mézy-Moulins era de 504 persones. Hi havia 192 famílies de les quals 49 eren unipersonals (16 homes vivint sols i 33 dones vivint soles), 49 parelles sense fills, 86 parelles amb fills i 8 famílies monoparentals amb fills.
La població ha evolucionat segons el següent gràfic:
Habitants censats

### Habitatges
El 2007 hi havia 224 habitatges, 195 eren l'habitatge principal de la família, 14 eren segones residències i 14 estaven desocupats. 208 eren cases i 12 eren apartaments. Dels 195 habitatges principals, 174 estaven ocupats pels seus propietaris, 15 estaven llogats i ocupats pels llogaters i 5 estaven cedits a títol gratuït; 6 tenien una cambra, 6 en tenien dues, 24 en tenien tres, 55 en tenien quatre i 103 en tenien cinc o més. 148 habitatges disposaven pel capbaix d'una plaça de pàrquing. A 73 habitatges hi havia un automòbil i a 92 n'hi havia dos o més.

### Piràmide de població
La piràmide de població per edats i sexe el 2009 era:
| Homes | Edats   | Dones |
| ----- | ------- | ----- |
| 0     | 95 o +  | 0     |
| 4     | 90 a 94 | 4     |
| 8     | 85 a 89 | 4     |
| 4     | 80 a 84 | 4     |
| 4     | 75 a 79 | 16    |
| 4     | 70 a 74 | 4     |
| 4     | 65 a 69 | 12    |
| 12    | 60 a 64 | 12    |
| 12    | 55 a 59 | 8     |
| 12    | 50 a 54 | 12    |
| 24    | 45 a 49 | 24    |
| 20    | 40 a 44 | 20    |
| 20    | 35 a 39 | 16    |
| 8     | 30 a 34 | 8     |
| 4     | 25 a 29 | 0     |
| 32    | 20 a 24 | 16    |
| 16    | 15 a 19 | 16    |
| 8     | 10 a 14 | 24    |
| 8     | 5 a 9   | 16    |
| 4     | 0 a 4   | 12    |

## Economia
El 2007 la població en edat de treballar era de 336 persones, 234 eren actives i 102 eren inactives. De les 234 persones actives 211 estaven ocupades (121 homes i 90 dones) i 22 estaven aturades (12 homes i 10 dones). De les 102 persones inactives 26 estaven jubilades, 40 estaven estudiant i 36 estaven classificades com a «altres inactius».

### Ingressos
El 2009 a Mézy-Moulins hi havia 184 unitats fiscals que integraven 484 persones, la mediana anual d'ingressos fiscals per persona era de 17.673 €.

### Activitats econòmiques
Dels 12 establiments que hi havia el 2007, 1 era d'una empresa de fabricació d'altres productes industrials, 7 d'empreses de construcció, 1 d'una empresa de transport, 2 d'empreses d'hostatgeria i restauració i 1 d'una empresa immobiliària.
Dels 9 establiments de servei als particulars que hi havia el 2009, 1 era un taller de reparació d'automòbils i de material agrícola, 3 paletes, 1 guixaire pintor, 1 fusteria, 1 lampisteria, 1 restaurant i 1 agència immobiliària.
L'any 2000 a Mézy-Moulins hi havia 3 explotacions agrícoles.

## Equipaments sanitaris i escolars
El 2009 hi havia una escola elemental integrada dins d'un grup escolar amb les comunes properes formant una escola dispersa.

## Poblacions més properes
El següent diagrama mostra les poblacions més properes.